# Sylwester Czopek

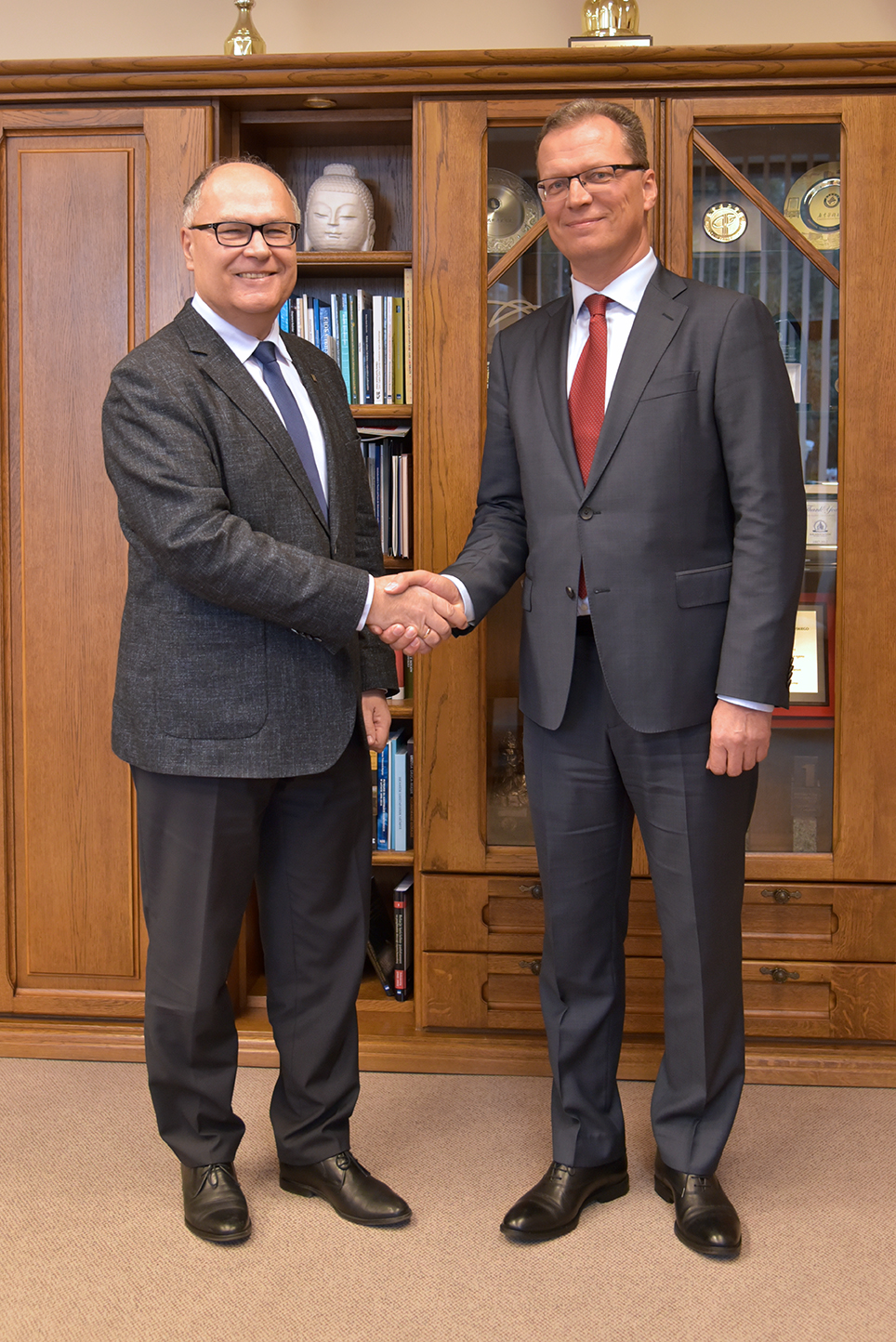
Sylwester Czopek, Krzysztof Strzałka

Sylwester Mirosław Czopek (* 1. Juli 1958 in Bełżyce) ist ein polnischer Archäologe und seit 2016 Rektor der Universität Rzeszów.

## Leben
1981 schloss er sein Archäologie-Studium an der Maria-Curie-Skłodowska-Universität in Lublin ab. Ab 1981 war er am Kreismuseum der Stadt Rzeszów angestellt. Er promovierte 1989 am Institut für Archäologie und Ethnologie der Polnischen Akademie der Wissenschaften. 1991 bis 2008 war er Direktor des Kreismuseums und ab 1997 war er zugleich an der Pädagogischen Hochschule der Stadt tätig, welche später Teil der neu gegründeten Universität Rzeszów wurde. Seine Habilitation erfolgte 1998 an der Fakultät für Geschichte der Jagiellonen-Universität Krakau. Er war Mitbegründer des Instituts für Archäologie der Universität Rzeszów und von 1999 bis 2008 dessen erster Direktor. 2003 wurde er zum Professor ernannt. Von 2008 bis 2012 war er Dekan der Fakultät für Soziologie und Geschichte. Durch den Wechsel des Rektors der Universität Rzeszów Aleksander Bobko ins polnische Bildungsministerium übernahm Sylwester Czopek 2015 als Stellvertreter die Geschäfte des Rektors der Universität, 2016 wurde er für eine 4-jährige Kadenz zum Rektor gewählt, seine Wiederwahl erfolgte 2020.

## Wissenschaftliche Tätigkeit
Sylwester Czopek hat sich auf die Bronze- und frühe Eisenzeit spezialisiert. Er hat insgesamt über 200 Veröffentlichungen, darunter neun Bücher. An der Polnischen Akademie der Wissenschaften war er 2008 bis 2011 Leiter der Kommission für Bronze- und frühe Eisenzeit, anschließend bis 2014 Leiter des Bereichs zum Schutz des archäologischen Erbes.

## Auszeichnungen
- Verdienstkreuz der Republik Polen in Gold (2004)[4]
- Ritter des Orden Polonia Restituta (2011)[5]
- Gloria-Artis-Medaille für kulturelle Verdienste in Bronze und Silber[1]